# Internationalen
Internationalen (česky Internacionála) je trockistický týdeník švédské Socialistické strany. Časopis byl založen roku 1971 pod původním názvem Mullvaden (česky Krtek), na Internationalen byl přejmenován roku 1974. Časopis má přibližně 2000 předplatitelů. Jeden z nejznámějších novinářů byl Stieg Larsson.